# Otmuchów
Otmuchów (udtale: [ɔtˈmuxuf]; tysk: Ottmachau) er en by i den sydvestlige del af voivodskabet Opole i det sydlige Polen. Byen har 6.360(2021) indbyggere og et areal på 27,83 km². Den er en del af powiatet (amt) Nysa.

## Geografi
Byen ligger i den sydvestlige del af regionen Øvre Schlesien på venstre bred af Nysa Kłodzka, omkring 15 kilometer vest for Nysa/Neisse og omkring 70 kilometer sydvest for Opole. Historisk tilhørte Ottmachau det preussiske fyrstedømmet Neisse indtil sekulariseringen i Preussen i 1810.
Det omkringliggende område hører til Sudeternes forbjerge i Ottmachauer-depressionen (Obniżenie Otmuchowskie). Vest for byen ligger den opstemmede sø Ottmachauer Stausee sig til Paczków ("Patschkau"). Neisser-reservoiret ligger omkring tre kilometer øst for byen.

## Historie
Den første kendte omtale af Otmuchów kommer fra 1155, men den eksisterede bestemt sammen med slottet, allerede i det 11. århundrede. Det var et sæde for en kastellan i middelalderens Polen styret af Piast-dynastiet. I det 14. århundrede var byen omgivet af forsvarsmure. Etableringen af byens våbenskjold går tilbage til 1347, hvor biskop af Wrocław Przecław af Pogorzela gav Otmuchów byrettigheder. Våbenskjoldet er en åben by port i hvid på en blå mark. Fra 1300-tallet blev den brugt som byens segl. Ødelagt af mange krige gennem historien, mistede byen sin betydning på grund af en nærliggende udviklingsby Nysa, som var hovedstaden i biskoppens fyrstedømme.
I 1428, 1430 og 1443 blev byen erobret af husitterne. I det 15. århundrede opstod konflikter mellem indfødte polakker og tyske bosættere . Tyskerne forsøgte at fordrive det polske sprog fra lokale kirker. Lokal polsk kirkeoverordnede indgav en klage mod en tysk præst, der truede med at udvise polakker fra kirken.
Byen blev plyndret under Trediveårskrigen. Efter krigen blev byen genoplivet takket være den polske prins og biskop af Wrocław Karol Ferdynand Vasa, som forvandlede slottet til et bispesæde. I 1741 blev byen erobret og plyndret af Preusserne, som annekterede den efterfølgende. Byen faldt, og efter sekularisering i 1810 overgik den fra bispelig myndighed under preussisk administration.